# Microsoft Paint
Paint (или Paintbrush for Windows) е опростена програма за рисуване, която е включена във всички версии на Microsoft Windows. Тя за първи път представила рисуването на компютър. Често е наричана още MS Paint и Microsoft Paint. Тя отваря и запазва файлове като Windows bitmap (24-битови, с 256 цвята, с 16 цвята, всички с разширението .bmp), JPEG, GIF(без поддръжка на анимации или прозрачност, въпреки че Windows 98 версията, ъпгрейднатата версия от Windows 95 и Windows NT 4.0 версията ги поддържали), PNG (без alpha blending) и TTF (без поддръжката на няколко страници). Програмата може да работи в цветен режим или в двуцветен черно-бял режим, но няма режим в скалата на сивото. Заради простотата си, това приложение бързо станало един от най-използваните инструменти на ранните версии на Windows.
|  | Тази страница частично или изцяло представлява превод на страницата Paint (software) в Уикипедия на английски. Оригиналният текст, както и този превод, са защитени от Лиценза „Криейтив Комънс – Признание – Споделяне на споделеното“, а за съдържание, създадено преди юни 2009 година – от Лиценза за свободна документация на ГНУ. Прегледайте историята на редакциите на оригиналната страница, както и на преводната страница, за да видите списъка на съавторите. ВАЖНО: Този шаблон се отнася единствено до авторските права върху съдържанието на статията. Добавянето му не отменя изискването да се посочват конкретни източници на твърденията, които да бъдат благонадеждни. |